# ТИМ-40М
Рачунар ТИМ-40М је војна верзија (задовољава military-стандарде) познатог модела ТИМ-030 из серије микрорачунара ТИМ, које је од 1988. године производио Институт „Михајло Пупин“ Београд. Микрорачунаре ТИМ-030 и ТИМ-40М су дизајнирали Мр. Предраг Вранеш, инж. Александар Радић и инж. Дејан Симић (види детаље, реф. Лит. 1 и 4). То су били први домаћи професионални микрорачунари класе PC/АТ, базирани на новим микропроцесорима Интел 80386 и 80387. Микрорачунари ТИМ-030/40М су имали тактну брзину од 20 МHz, што је било у то време знатно брже од основног стандарда IBM PC/АТ.
ТИМ-030/40М је подржавао оперативне системе MS DOS, Unix V и Xenix, чиме су знатно увећане његове могућности примене, уз високи квалитет израде. Матична плоча (димензија 340x240 мм) је имала савремена ВЛСИ-кола и макс.осам меморијских модула капацитета радне меморије DRAM до 8MB, затим постоји DMA са 15 нивоа прекидања. Плоча садржи 6+2 прикључна места за картице проширења.
Микрорачунари ТИМ-030/40М поседују следеће картице и стандардне делове:
- И/О картица са два RS 232C прикључка и Centronics прикључак;
- картица за EGA графику;
- контролер фиксних дискова и дискета од 3,5 incha;
- прекидачки извор односно јединица напајања од 200 VA;
- монитор EGA колор од 14 inchа;
- тастатура са Yu знацима;
- касетна магнетна трака капацитета од 40MB.